# 卡扎尼夫
48°39′22″N 25°0′28″E / 48.65611°N 25.00778°E
卡扎尼夫（烏克蘭語：Казанів），是烏克蘭的村落，位於該國西部伊萬諾-弗蘭科夫斯克州，由科洛梅亞區負責管轄，面積22.7平方公里，2001年人口1,076，人口密度每平方公里47.3人。